# Aegyptonycteris
Aegyptonycteris ("murciélago egipcio") es un género extinto de mamífero quiróptero procedente del Eoceno superior del Norte de África. Es conocido a partir se un único espécimen, el holotipo CGM 83740 de la depresión de El Fayum en el oeste de Egipto.
Aegyptonycteris es notable tanto por su gran tamaño, comparable a las mayores especies de muerciélagos actuales, así como por su dieta omnívora, en contraste con las dietas mayoritariamente insectívoras de otros murciélagos del Eoceno (y de muchas de las especies modernas). Esto lo convierte en un destacado ejemplo de la diversificación de los quirópteros primitivos, no solo habiendo alcanzado un gran tamaño sino también especializándose hacia un nicho ecológico diferente del de sus contemporáneos.

## Descripción
Aegyptonycteris es conocido solo a partir de su holotipo. Este espécimen se compone de un maxilar derecho - incluyendo la parte posterior de la órbita ocular y la base del arco cigomático - y dos dientes molares. La parte anterior de la órbita es ancha y planada y el arco cigomático es robusto y bien desarrollado, características vistas en una amplia variedad de grupos de mamíferos incluyendo a los primates, eulipotiflos y metaterios contemporáneos, pero los molares tienen rasgos clásicos de los quirópteros como la dilambdodoncia, la carencia de un mesóstilo y una estrecha protofosa, aunque difiere de muchos otros murciélagos en la presencia de un hipocono bulboso.
La comparaciones con otras especies de murciélagos muestran que el animal era probablemente de talla similar al actual murciélago espectral (Vampyrum spectrum), o incluso mayor.
Se desconoce si el animal puede haber tenido tenido ecolocación, aunque sus hábitos omnívoros pueden implicar que hiciera uso de otros sentidos como el olfato, como ocurre en las especies modernmas de murciélagos frugívoros y omnívoros.

## Clasificación
Aegyptonycteris es considerado como un quiróptero con base en varias características dentales (véase arriba). Se considera sin embargo como una especie muy basal y parte de un linaje propio.

## Ecología
Basándose en su morología dental, Aegyptonycteris era muy probablemente un omnívoro generalista. A diferencia de otros murciélagos contemporáneos como Witwatia, carece de las especializaciones para ser carnívoro, así como las especializaciones de otros estilos de vida extremos de los urciélagos modernos, como el consumo de frutas o de néctar. En cambio, sus molares son de forma generalista, con algunas especializaciones para aplastar, lo que sugiere una dieta que contenía tanto materia vegetal como animal.
Debido a esto, es único por ser el primer ejemplo conocido de un verdadero murciélago omnívoro, y la mayor especie de murciélago omnívoro (otras especies de tamaños similares son carnívoros especializados, incluyendo al gran murciélago Witwatia, o frugívoros).

## Paleoecología
La depresión de El Fayum es uno de los sitios fósiles más ricos del Eoceno, representando un ambiente tropical húmedo dominado por lagunas, que data de la época del Priaboniense. Es bien conocido por sus cetáceos primitivos tales como Basilosaurus, pero también se han recuperado restos de otros grupos de mamíferos, desde primates a proboscídeos primitivos y varios grupos extintos tales como los embritópodos y los hienodóntidos.
Varios géneros de murciélago son conocidos de esta localidad, incluyendo a las especies de Witwatia de tamaño similar, que también son contemporáneas con Aegyptonycteris, lo que indica que este ambiente mantenía a varias especies de quirópteros de gran tamaño. En particular, Aegyptonycteris no está relacionado directamente con estos otros murciélagos grandes, lo que sugiere que evolucionó hacia el gigantismo de forma independiente.